# Три икса: Мировое господство
«Три икса: Мировое господство» (англ. xXx: Return of Xander Cage, «xXx: Возвращение Ксандера Кейджа») — американский боевик режиссёра Ди Джея Карузо. В главных ролях снялись Вин Дизель, Донни Йен, Дипика Падуконе, Крис Ву, Руби Роуз, Тони Джаа, Нина Добрев, Тони Коллетт и Сэмюэл Л. Джексон. Является продолжением фильмов «Три икса» и «Три икса 2: Новый уровень». Премьера фильма в России состоялась 19 января 2017 года.

## Сюжет
Фильм начинается с того, как агент АНБ Огастус Гиббонс (Сэмюэл Л. Джексон) вербует нового Три икса — стать им предложено бразильскому футболисту Неймару. Однако встреча прерывается взрывом: сошедший с орбиты спутник падает прямо на жилые кварталы, похоронив под обломками Гиббонса и Неймара.
Чуть позже, в Нью-Йоркском офисе ЦРУ, на встрече с советниками агент Джейн Марк (Тони Коллетт) представляет новое оружие — суперкомпьютер Ящик Пандоры, способный буквально «сбрасывать» с орбиты спутники, подобно тому, как был сброшен тот, который убил Гиббонса. Неожиданно в помещение врывается некто Сян (Донни Йен) и крадёт суперкомпьютер. Ему с сообщниками (Тони Джаа, Дипика Падуконе и Майкл Биспинг) удаётся скрыться. Джейн решает отправить на их поиски агента Три икса — Ксандера Кейджа.
Инсценировав свою смерть на Бора-Бора, Ксандер живёт в Доминиканской Республике, однако люди Марк находят его. Узнав о смерти Гиббонса, Ксандер соглашается помочь. Он отправляется в Лондон и там, используя свои связи, быстро выясняет местонахождение Сяна. Ксандер набирает команду: гонщик Теннисон (Рори Макканн), снайпер Адель Вулф (Руби Роуз) и тусовщик Ники «Никс» Чжоу (Крис У), после чего отправляется на тропический остров, где прячется Сян.
Выдавая себя за торговца оружием, Ксандер оказывается лицом к лицу с Сяном и его подругой Сереной. Они играют в опасную вариацию русской рулетки с гранатой, когда Ксандер узнаёт от Сяна, что тот сам когда-то был агентом Три икса. Неожиданно появляются русские спецслужбы, и все герои вынуждены спасаться бегством. Пока Адель и Серена разбираются с солдатами, Ксандер преследует Сяна на мотоцикле по джунглям и по воде. Упустив Сяна, Ксандер все же добывает Ящик Пандоры. Неожиданно появляется Серена и, предупредив об опасности этого оружия, уничтожает компьютер.
Оказавшись на борту военного самолета, где организован полевой штаб команды, ребята узнают, что на Москву упал спутник. Технический консультант Ребекка (Нина Добрев) обнаруживает, что уничтоженный компьютер был лишь прототипом. Просмотрев запись нападения на штаб-квартиру ЦРУ, Ксандер замечает, что один из советников повёл себя очень подозрительно, когда Сян разбил окно, — похоже, у него это не вызвало соответствующей реакции. Команда понимает, что директор ЦРУ Андерсон является предателем, и настоящий компьютер у него. Серена перехватывает сигнал суперкомпьютера и вычисляет директора в Детройте.
Оказавшись в городе, команда вынуждена вступить в гонку с людьми Сяна, которые хотят добыть компьютер, обойдя конкурентов. Оказавшись в заброшенном здании, где директор организовал свой командный центр, Сян и Ксандер невольно объединяются. Андерсон настигает Ксандера и угрожает пистолетом, тем самым признаваясь, что это он убил Гиббонса. Адель пытается прицелиться и включает тепловизор, но она ничего не видит, потому что Андерсон включил обогрев. Ксандер подходит к окну и Адель убивает Андерсона, когда появляется Джейн Марк и забирает компьютер. Ксандер пытается убедить её отпустить Сяна, так как он лишь жертва обстоятельств, однако она намерена выдать его русским под видом виновного в теракте. Вернувшись на самолёт, Ксандер понимает, что Джейн ведёт двойную игру: она сама хочет владеть оружием и закрыть программу Три икса, тогда как Андерсон был её пешкой. Раскрыв её план, Ксандер получает от неё несколько пуль в грудь и падает замертво. Самолёт взлетает.
В это время команду Ксандера окружает большая группа солдат. Противники вынуждены объединить усилия, чтобы выйти из здания живыми. Начинается перестрелка, но солдат оказывается слишком много. Неожиданно ребятам на помощь приходит Дариус Стоун (Айс Кьюб) — Три икса 2005 года — и спасает положение.
Сян замечает, что Ксандер жив: на нём был бронежилет, который ему предусмотрительно дала Ребекка. Ксандер освобождает Сяна, и они вступают в схватку с солдатами. Сяну удаётся выбросить из самолета Джейн, но она уже успела направить к земле новый спутник. Ксандер направляет самолёт прямо на летящий в атмосфере спутник и сбивает его. Успев выпрыгнуть из самолёта, он цепляется на падающий на парашюте груз и приземляется.
На земле он встречает всех друзей и, некогда, врагов, а также благодарит Дариуса за помощь. Сян отдает ему суперкомпьютер, который Ксандер уничтожает. Серена рада такому поступку и целует героя.
В финальной сцене все персонажи присутствуют в церкви на похоронах Гиббонса. Неожиданно к Ксандеру подходит живой Гиббонс и говорит, что инсценировал свою смерть, так как было это единственное, что могло заставить Ксандера действовать, и смог раскрыть заговор. Гиббонс благодарит его за помощь и удаляется вместе со своим новым агентом Неймаром.

## В ролях
| Актёр             | Роль                          |
| ----------------- | ----------------------------- |
| Вин Дизель        | Ксандер Кейдж / Три икса      |
| Донни Йен         | Сян                           |
| Дипика Падуконе   | Серена Унгер                  |
| Крис Ву           | Ники (Никс) Чжоу              |
| Руби Роуз         | Адель Вульфф                  |
| Тони Джаа         | Талон                         |
| Нина Добрев       | Ребекка (Бекки) Клиридж       |
| Сэмюэл Л. Джексон | агент Огастус Юджин Гиббонс   |
| Тони Коллетт      | агент Джейн Марк              |
| Ники Джем         | Лазарус                       |
| Рори Макканн      | Теннисон Торч                 |
| Эл Сапиенца       | директор ЦРУ Андерсон         |
| Майкл Биспинг     | Хоук                          |
| Ариадна Гутьеррес | Джина Рофф                    |
| Гермиона Корфилд  | Эйнзли                        |
| Тони Гонзалез     | Пол Донован                   |
| Айс Кьюб          | Дариус Стоун / Три икса       |
| Шон Робертс       | Джонас                        |
| Дэниэл Кэш        | русский шпион                 |
| Неймар            | играет самого себя / Три икса |
| Андрей Ивченко    | Эрик                          |

## Маркетинг
Премьера первого трейлера состоялась 19 июля 2016 года. Второй трейлер появился в сети 2 ноября 2016 года.